# Turismul în Grecia

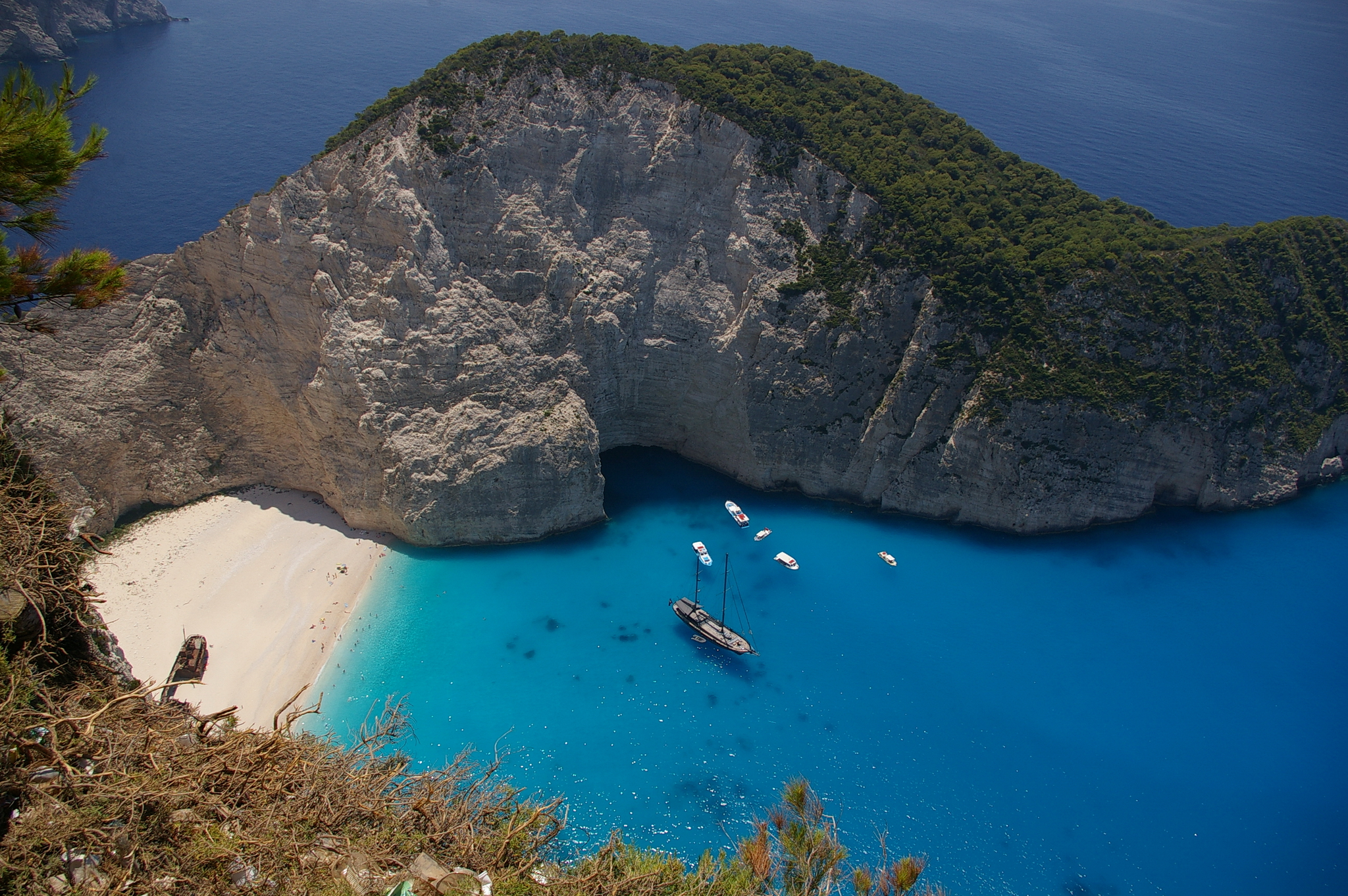
Navagio, Zakynthos.

Turismul în Grecia este cea mai populara tara avand in vedere  populatia.
in vedere  economice a țării, fiind unul din cele mai importante sectoare. Grecia a fost o atracție turistică încă din antichitate, pentru istoria sa bogată, precum și pentru litoralul lung, cu multe insule și plaje. Grecia a atras 26,5 milioane de vizitatori în 2015 și se estimează că va atrage 30 de milioane de turiști în 2016. Turismul  contribuie cu 18% la Produsul Intern Brut. Capitala Atena, precum și Santorini, Mykonos, Rodos, Corfu și Creta, reprezintă unele din cele mai importante destinații turistice.
În 2009, în Grecia au fost 19,3 milioane de turiști, în creștere față de 2008, când au fost numai numai 17,7 milioane. Majoritatea turiștilor provin din Uniunea Europeană (12,7 milioane), urmați de cei din America (0,56 milioane), Asia (0,56 milioane), Oceania (0,56 milioane) și Africa (0,06 milioane). Conform unui sondaj din China din 2005, Grecia a fost votată drept prima alegere a chinezilor ca destinație turistică.
Turismul în Grecia este administrat de Organizația Națională de Turism a Greciei, având-o în trecut ca ambasadoare pe cântăreața Elena Paparizou, câștigătoarea Eurovision 2005. În prezent ambasadoarea turismului grec este Sakis Rouvas, care și-a reprezentat țara la Eurovision 2009.

## Infrastructură
Fiind o țară dezvoltată dependentă de turism, Grecia oferă o gamă largă de facilități turistice. Infrastructura turistică a Greciei a fost mult îmbunătățită de la Jocurile Olimpice din Atena 2004 și continuă să se extindă cu o serie de proiecte importante.
Hotelurile din Grecia conform datelor guvernamentale:
| Stele   | Număr | Paturi  |
| ------- | ----- | ------- |
| 5 stele | 176   | 64,913  |
| 4 stele | 994   | 176,631 |
| 3 stele | 1,804 | 163,077 |
| 2 stele | 4,460 | 231,333 |
| o stea  | 1,677 | 57,298  |
| Total   | 9,111 | 693,252 |

## Legături externe
- Site-ul oficial de turism al Greciei
- Greece travel and tourism pe Curlie